# Урусово (Венёвский район)
Урусово — село в Венёвском районе Тульской области России.
В рамках административно-территориального устройства входит в Урусовский сельский округ Венёвского района, в рамках организации местного самоуправления включается в Центральное сельское поселение.
Население — 139 чел. (2010).

## Сельское хозяйство
Имеется фермерское хозяйство по выращиванию картофеля

## Инфраструктура
В селе находятся медпункт, магазин, основная школа . Расположена на федеральной трассе Р132 Вязьма — Рязань 
Почти все улицы в селе асфальтированые.

## Памятники архитектуры
- Барская усадьба
- Церковь Архангела Михаила (1904).